# Altopiano di Manguéni
L'altopiano di Manguéni (in francese: Plateau de Manguéni) è un altopiano del Niger.
Si trova nell'estremo nord del Paese, al confine con Algeria e Libia. È delimitato da un terreno impervio lungo la maggior parte dei suoi bordi; solo verso nord sfuma gradualmente nel deserto sabbioso del Murzuq. A sud, oltre la valle secca dell'Achélouma, si trova l'altopiano di Djado. Amministrativamente, l'altopiano di Manguéni appartiene alla comunità rurale di Djado. Si presenta con il tipico terreno roccioso dell'hammada del Sahara e raggiunge un'altezza di 1 054 m.
Dal punto di vista geologico, l'altopiano di Manguéni è costituito da rocce di età paleozoica. Pitture rupestri risalenti al 4000-2000 a.C. testimoniano il popolamento umano già nell'antichità. L'altopiano ha svolto per molto tempo la funzione di regione di confine, nonché di zona cuscinetto tra le sfere di influenza dell'impero ottomano con la città di Ghat a nord e il sultanato di Kanem-Bornu a sud. Sotto Muammar al-Gheddafi, la Libia rivendicò più volte il possesso dell'altopiano di Manguéni. A causa del suo carattere di terra di nessuno, la regione di confine è frequentata da numerosi contrabbandieri.